# Élections législatives de 1958 dans les Basses-Pyrénées
Les élections législatives françaises de 1958 se déroulent les 23 et 30 novembre 1958. Dans le département des Basses-Pyrénées, quatre députés sont à élire dans le cadre de quatre circonscriptions.

## Élus
| Circonscription | Député élu          | Parti | Parti  |
| --------------- | ------------------- | ----- | ------ |
| 1re             | Pierre Sallenave    |       | CNIP   |
| 2e              | Guy Ébrard          |       | Radsoc |
| 3e              | Alexandre Camino    |       | UNR    |
| 4e              | Jean-Robert Thomazo |       | UNR    |

## Système électoral
Pour la première fois depuis 1936, les élections législatives ont lieu au scrutin uninominal majoritaire à deux tours dans des circonscriptions uninominales.
Est élu au premier tour le candidat qui réunit la majorité absolue des suffrages exprimés et un nombre de voix au moins égal au quart (25 %) des électeurs inscrits dans la circonscription. Si aucun des candidats ne satisfait ces conditions, un second tour est organisé entre les candidats ayant réuni un nombre de voix au moins égal à 5 % des suffrages exprimés. Au second tour, le candidat arrivé en tête est déclaré élu.
Le seuil de qualification, basé sur un pourcentage relativement faible des suffrages exprimés, tend à faciliter l'accès au second tour de plus de deux candidats. Les candidats en lice au second tour peuvent ainsi fréquemment être trois, un cas de figure appelé « triangulaire ». Lorsque quatre candidats s'affrontent au second tour, on parle de « quadrangulaire ».

## Résultats

### Résultats à l'échelle du département
| Parti          | Parti                                            | Premier tour | Premier tour | Second tour | Second tour | Sièges |
| Parti          | Parti                                            | Voix         | %            | Voix        | %           | Sièges |
| -------------- | ------------------------------------------------ | ------------ | ------------ | ----------- | ----------- | ------ |
|                | Union pour la nouvelle République                | 52 598       | 24,04        | 68 202      | 31,74       | 2      |
|                | Centre national des indépendants et paysans      | 35 704       | 16,32        | 31 891      | 14,84       | 1      |
|                | Droite parlementaire                             | 88 302       | 40,35        | 100 093     | 46,58       | 3      |
|                |                                                  |              |              |             |             |        |
|                | Mouvement républicain populaire                  | 35 630       | 16,28        | 18 619      | 8,66        | 0      |
|                | Section française de l'Internationale ouvrière   | 24 903       | 11,38        | 16 205      | 7,54        | 0      |
|                | Parti républicain, radical et radical-socialiste | 23 115       | 10,56        | 41 959      | 19,52       | 1      |
|                | Extrême droite                                   | 19 142       | 8,75         | 23 363      | 10,87       | 0      |
|                | Parti communiste français                        | 18 343       | 8,38         | 14 662      | 6,82        | 0      |
|                | Divers                                           | 5 008        | 2,29         |             |             | 0      |
|                | UDSR                                             | 4 374        | 2,00         | Retrait     | Retrait     | 0      |
|                |                                                  |              |              |             |             |        |
| Inscrits       | Inscrits                                         | 283 408      | 100,00       | 283 203     | 100,00      | 4      |
| Abstentions    | Abstentions                                      | 60 562       | 21,37        | 62 644      | 22,12       |        |
| Votants        | Votants                                          | 222 846      | 78,63        | 220 559     | 77,88       |        |
| Blancs et nuls | Blancs et nuls                                   | 4 029        | 1,81         | 5 658       | 2,57        |        |
| Exprimés       | Exprimés                                         | 218 817      | 98,19        | 214 901     | 97,43       |        |

### Résultats par circonscription

#### Première circonscription (Pau)
| Candidat       | Candidat             | Parti          | Premier tour | Premier tour | Second tour | Second tour |  |
| Candidat       | Candidat             | Parti          | Voix         | %            | Voix        | %           |  |
| -------------- | -------------------- | -------------- | ------------ | ------------ | ----------- | ----------- |  |
|                | Pierre Sallenave élu | CNIP           | 18 781       | 29,04        | 31 891      | 49,65       |  |
|                | Pierre de Chevigné   | MRP            | 11 067       | 17,11        | 36          | 0,06        |  |
|                | Maurice Plantier     | UNR            | 10 322       | 15,96        | 13 008      | 20,25       |  |
|                | René Cassagne        | Radsoc         | 9 249        | 14,3         | 14 507      | 22,59       |  |
|                | Pierre Couret        | SFIO           | 5 781        | 8,94         | Retrait     | Retrait     |  |
|                | Jean Marquine        | PCF            | 5 098        | 7,88         | 4 788       | 7,45        |  |
|                | Maurice Delom-Sorbé  | UDSR           | 4 374        | 6,76         | Retrait     | Retrait     |  |
|                |                      |                |              |              |             |             |  |
| Inscrits       | Inscrits             | Inscrits       | 87 212       | 100,00       | 87 018      | 100,00      |  |
| Abstentions    | Abstentions          | Abstentions    | 21 215       | 24,33        | 21 807      | 25,06       |  |
| Votants        | Votants              | Votants        | 65 997       | 75,67        | 65 211      | 74,94       |  |
| Blancs et nuls | Blancs et nuls       | Blancs et nuls | 1 325        | 2,01         | 981         | 1,5         |  |
| Exprimés       | Exprimés             | Exprimés       | 64 672       | 97,99        | 64 230      | 98,5        |  |

#### Deuxième circonscription (Oloron-Sainte-Marie)
| Candidat       | Candidat                     | Parti          | Premier tour | Premier tour | Second tour | Second tour |  |
| Candidat       | Candidat                     | Parti          | Voix         | %            | Voix        | %           |  |
| -------------- | ---------------------------- | -------------- | ------------ | ------------ | ----------- | ----------- |  |
|                | Jean-Louis Tixier-Vignancour | Extrême droite | 19 142       | 36,58        | 23 363      | 42,91       |  |
|                | Guy Ébrard élu               | Radsoc         | 11 882       | 22,71        | 27 452      | 50,42       |  |
|                | Gaston Chaze                 | SFIO           | 5 604        | 10,71        | Retrait     | Retrait     |  |
|                | Pierre Abadie                | MRP            | 5 453        | 10,42        | Retrait     | Retrait     |  |
|                | Étienne Martin               | PCF            | 5 242        | 10,02        | 3 634       | 6,67        |  |
|                | Jacques Figue                | Divers         | 2 006        | 3,83         |             |             |  |
|                | Pierre Naudou                | Divers         | 1 775        | 3,39         |             |             |  |
|                | Jean Mendiondou              | Divers         | 1 227        | 2,34         |             |             |  |
|                |                              |                |              |              |             |             |  |
| Inscrits       | Inscrits                     | Inscrits       | 69 805       | 100,00       | 69 798      | 100,00      |  |
| Abstentions    | Abstentions                  | Abstentions    | 15 937       | 22,83        | 14 327      | 20,53       |  |
| Votants        | Votants                      | Votants        | 53 868       | 77,17        | 55 471      | 79,47       |  |
| Blancs et nuls | Blancs et nuls               | Blancs et nuls | 1 537        | 2,85         | 1 022       | 1,84        |  |
| Exprimés       | Exprimés                     | Exprimés       | 52 331       | 97,15        | 54 449      | 98,16       |  |

#### Troisième circonscription (Mauléon-Licharre)
| Candidat       | Candidat              | Parti          | Premier tour | Premier tour | Second tour | Second tour |  |
| Candidat       | Candidat              | Parti          | Voix         | %            | Voix        | %           |  |
| -------------- | --------------------- | -------------- | ------------ | ------------ | ----------- | ----------- |  |
|                | Alexandre Camino élu  | UNR            | 18 670       | 46,6         | 21 031      | 53,09       |  |
|                | Jean Errecart         | MRP            | 15 808       | 39,46        | 18 583      | 46,91       |  |
|                | Pierre Etchandy       | SFIO           | 4 232        | 10,56        | Retrait     | Retrait     |  |
|                | Jean-Baptiste Lanusse | PCF            | 1 353        | 3,38         |             |             |  |
|                |                       |                |              |              |             |             |  |
| Inscrits       | Inscrits              | Inscrits       | 49 710       | 100,00       | 49 718      | 100,00      |  |
| Abstentions    | Abstentions           | Abstentions    | 9 164        | 18,43        | 9 097       | 18,3        |  |
| Votants        | Votants               | Votants        | 40 546       | 81,57        | 40 621      | 81,7        |  |
| Blancs et nuls | Blancs et nuls        | Blancs et nuls | 483          | 1,19         | 1 007       | 2,48        |  |
| Exprimés       | Exprimés              | Exprimés       | 40 063       | 98,81        | 39 614      | 97,52       |  |

#### Quatrième circonscription (Bayonne)
| Candidat       | Candidat                | Parti          | Premier tour | Premier tour | Second tour | Second tour |  |
| Candidat       | Candidat                | Parti          | Voix         | %            | Voix        | %           |  |
| -------------- | ----------------------- | -------------- | ------------ | ------------ | ----------- | ----------- |  |
|                | Jean-Robert Thomazo élu | UNR            | 23 606       | 38,23        | 34 163      | 60,35       |  |
|                | Guy Petit               | CNIP           | 16 923       | 27,41        | Retrait     | Retrait     |  |
|                | Joseph Garat            | SFIO           | 9 286        | 15,04        | 16 205      | 28,63       |  |
|                | Albert Mora             | PCF            | 6 650        | 10,77        | 6 240       | 11,02       |  |
|                | Georges Poirier         | MRP            | 3 302        | 5,35         | Retrait     | Retrait     |  |
|                | Jacques Simonet         | Radsoc         | 1 984        | 3,21         |             |             |  |
|                |                         |                |              |              |             |             |  |
| Inscrits       | Inscrits                | Inscrits       | 76 681       | 100,00       | 76 669      | 100,00      |  |
| Abstentions    | Abstentions             | Abstentions    | 14 246       | 18,58        | 17 413      | 22,71       |  |
| Votants        | Votants                 | Votants        | 62 435       | 81,42        | 59 256      | 77,29       |  |
| Blancs et nuls | Blancs et nuls          | Blancs et nuls | 684          | 1,1          | 2 648       | 4,47        |  |
| Exprimés       | Exprimés                | Exprimés       | 61 751       | 98,9         | 56 608      | 95,53       |  |